# Îles de la Sonde
Les îles de la Sonde sont un archipel de l'Insulinde. On les divise traditionnellement en deux groupes : les grandes îles de la Sonde et les petites îles de la Sonde.
Leur nom vient de « Sunda », le plateau continental qui englobe les îles de Sumatra, Java et Bornéo. Ce nom vient lui-même de « Sunda », le pays des Sundanais qui peuplent la partie occidentale de l'île de Java. Sunda a également donné son nom au détroit qui sépare Java de Sumatra, le détroit de la Sonde.
À l'époque moderne, ces îles sont particulièrement ancrées dans des dynamiques commerciales avec les Européens, intéressés par la production de produits exotiques tels que des épices.
Par extension, on y inclut parfois d'autres îles voisines comme Célèbes et Bornéo dans les grandes îles de la Sonde et Timor dans les petites îles de la Sonde.

## Grandes îles de la Sonde
On appelle ainsi les îles de Sumatra, Java, et parfois Célèbes et Bornéo.

## Petites îles de la Sonde
Les petites îles de la Sonde, en indonésien Nusa Tenggara, désignent le sud de la partie centrale de l'archipel indonésien. Elles sont administrativement divisées entre les provinces de Bali, des Petites îles de la Sonde occidentales et des Petites Îles de la Sonde orientales auxquelles s'ajoute l'État du Timor oriental.

## Culture populaire
Les Îles de la Sonde est le titre de la quatrième chanson de l'album L'Atelier du crabe de Gérard Manset (1981).
La Sondonésie est un territoire imaginaire de l'Indonésie dans la bande dessinée Les Aventures de Tintin. Vol 714 pour Sydney (1966) met en scène certains de ses habitants qui luttent pour son indépendance. Cette volonté pourrat faire écho à celle des habitants du Timor oriental, qui n'obtiennent leur autonomie vis-à-vis de l'Indonésie qu'en 2002. L'histoire inachevée Tintin et l'Alph-Art (débuté dans les années 1970) aurait pu mettre en scène une ambassade de Sondonésie, d'après les brouillons d'Hergé de l'épisode.